# كمال منصور (شاعر)
كمال منصور (12 فبراير 1922 - 18 أكتوبر 1989) هو شاعر غنائي وكاتب أغاني مصري.

## حياته ونشأته ومسيرته
ولد مصطفى كمال منصور بمحافظة الشرقية فى 12 فبراير 1922، وتخرج في كلية الآداب جامعة القاهرة بقسم اللغة العربية، كما حصل على الدراسات التمهيدية للماجستير بنفس الكلية، عمل بعد ذلك في وزارة التعليم وبصحفة أخبار اليوم، توفي عن عمر يناهز ال 67 عاما بالقاهرة في 18 أكتوبر 1989.
كتب الأغنية الوصفية والدينية والعاطفية وكذا النشيد والأنشودة وقد بشر بثورة يوليو خلال كتاباته الغنائية.

## اعماله
- غنت أحلام خللي الستارة ويابيت ابويا.
- المطربة شادية غنت ماما يا حلوه من الحان منير مراد .
- حكايتي كانت وياك حكاية لمحمود الشريف وعبد العزيز محمود غنى يا مقسمين النصيب .
- عائشة حسن غنت من نظمه زغردوه، وهي أغنية وطنية لعبد المنعم الحريري.
- غنى العندليب عبد الحليم حافظ من كلماته نشيد أرض الجزائر ومن الحان بليغ حمدي.
- أمل لعبد الحليم على وغناء سيد مكاوي وردد كلماته في أغنيات بستان مصر وايها المبعوث فينا رحمة وأسماء الله الحسنى.
- غنى سيد إسماعيل قصيدة سبحانك ربى لعبد الرؤوف عيسى.
- سعاد مكاوي غنت من نظم منصور عمرى ما اسال عنك وياهل الهوى دلونى لفؤاد حلمي.
- إسماعيل شبانة غنى من كلماته فرحان والنبي لعبد الرؤوف عيسى ويا وابور البحر لبد العظيم محمد.
- فأيده كامل غنت اهلا بالعيد لثورة يوليو من الحان عزت الجاهلي .
- فايزة أحمد غنت زرعت الورد لثورة يوليو لحن عبد العظيم محمد محمود كعبه محنى من ألحان أحمد صدقي ومحمد عبد المطلب.
- غنى نهاية حب لمحمود كامل فاطمة علي على رنة الخلخال لمحمد عمر نازك غنت توته توته لثورة يوليو من ألحان محمد محسن وكتبوا كتابك لأحمد صدقي وهدى سلطان أم العروسة لمحمود كامل.
- وفاء الخولي غنت ابو كلمه حلوه لسيد مكاوي.
- كتب منصور الاوبريت الغنائي مثل موكب الربيع سنة 1955، وغنها مجموعة من المطربين ومنهم مديحة عبد الحليم وسوسن فؤاد وعبد الحليم حافظ وكان الاوبريت من الحان عبد الحليم على.

## جوائز وتكريمات
- حصل على وسام الاستحقاق الوطني من الرئيس الجزائري الاسبق أحمد بن بلة عندما كتب أغنية قضبان حديد والتي غناها عبد الحليم حافظ.
- كرمته دولة قطر عن النشيد الوطني القطري والذى نظمه وارسل له الملك السعودي الراحل خالد بن عبد العزيز آل سعود خطاب شكر.